# Município de Scioto (condado de Delaware, Ohio)
O município de Scioto (em inglês: Scioto Township) é um município localizado no condado de Delaware no estado estadounidense de Ohio. No ano de 2010 tinha uma população de 2.993 habitantes e uma densidade populacional de 32,77 pessoas por km².

## Geografia
O município de Scioto encontra-se localizado nas coordenadas 40° 17′ 22″ N, 83° 12′ 11″ O. Segundo a Departamento do Censo dos Estados Unidos, o município tem uma superfície total de 91.34 km², da qual 90,18 km² correspondem a terra firme e (1,27 %) 1,16 km² é água.

## Demografia
Segundo o censo de 2010, tinha 2.993 habitantes residindo no município de Scioto. A densidade populacional era de 32,77 hab./km². Dos 2.993 habitantes, o município de Scioto estava composto pelo 98,5 % brancos, o 0,4 % eram afroamericanos, o 0,03 % eram amerindios, o 0,4 % eram asiáticos, o 0,03 % eram insulares do Pacífico e o 0,63 % eram de uma mistura de raças. Do total da população o 0,9 % eram hispanos ou latinos de qualquer raça.